# Michael Förtsch

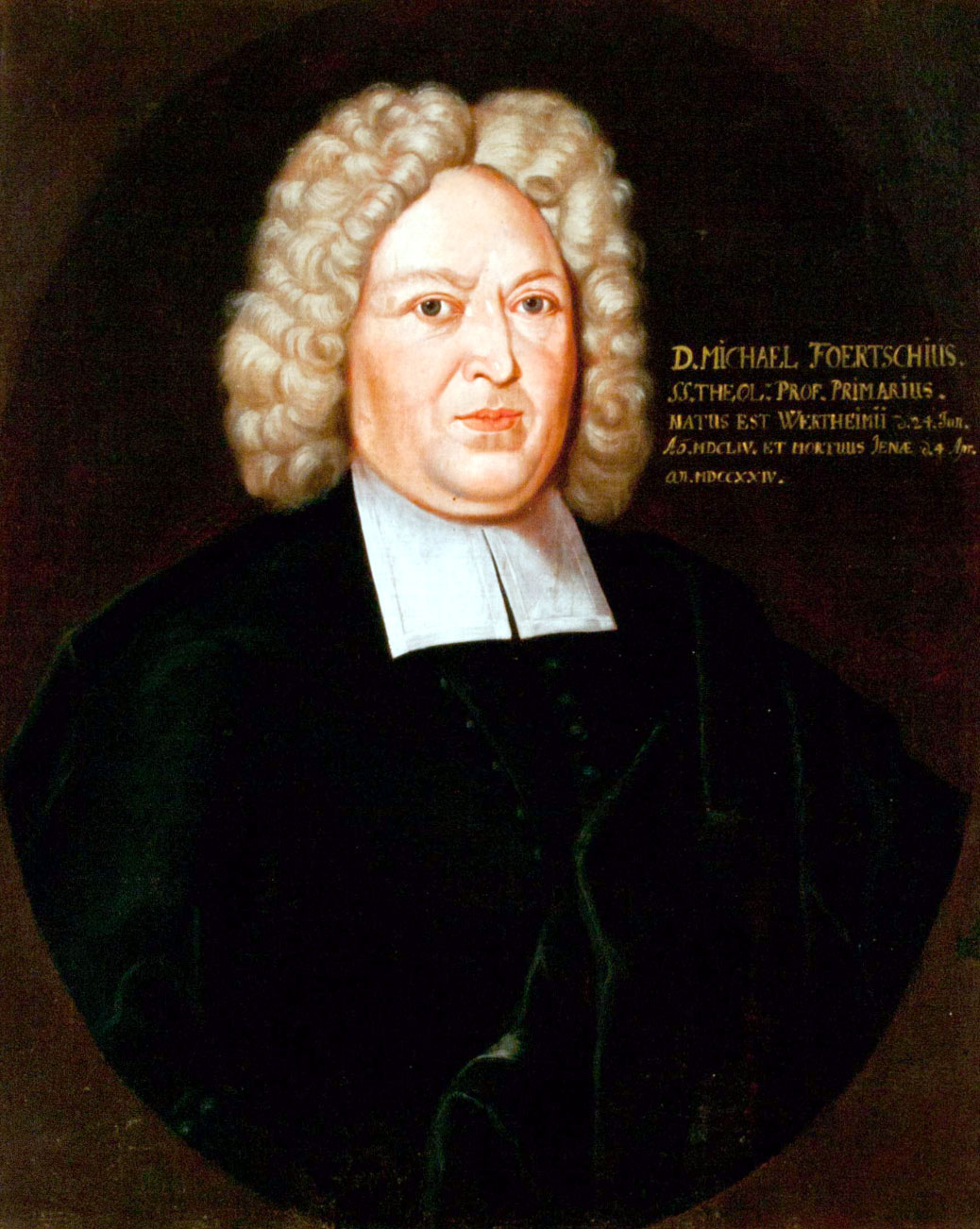
Michael Förtsch

Michael Förtsch auch: Foertsch, Foertschius, (* 24. Juli 1654 in Wertheim; † 4. April 1724 in Jena) war ein deutscher lutherischer Theologe.

## Leben
Michael war ein Sohn des Rotgerbers und Ratsherrn Jakob Förtsch (* 24. Oktober 1599 in Wertheim; † 29. November 1659 ebenda) und dessen am 18. Oktober 1638 geheirateten Frau Margaretha Elwert (auch: Elbert, * 19. Juni 1618 in Wertheim, begraben 6. Dezember 1693 ebenda). Seine Eltern hatten im Dreißigjährigen Krieg Haus und Hof verloren. Trotz der sich daraus erschließenden Armut der Familie, erlangten von den sieben Söhnen, welche aus der Ehe hervorgingen, einige später Bedeutung. So sollen hier Michaels Brüder, der Theologe Philipp Jakob Förtsch (1646–1691) und der Mediziner, sowie Komponist Johann Philipp Förtsch (1652–1732) genannt sein. Michael selbst besuchte die Lateinschule in seinem Geburtsort und wurde im Alter von zehn Jahren zunächst Sängerknabe in Durlach. 1665 erhielt er ein markgräflich baden-durlachisches Stipendium und besuchte das Gymnasium Illustre, wo Johannes Fecht und Johann Gerhard Arnold seine Lehrer waren.
Am 22. Juli 1672 immatrikulierte er sich an der Universität Straßburg, um ein Studium der Theologie zu absolvieren. Hier wurden Elias Obrecht (1653–1698), Johann Joachim Zentgraf, Johannes Faust (1632–1695), Isaak Faust (1631–1702), Balthasar Bebel und Sebastian Schmidt seine prägenden Lehrer. Am 5. November 1677 wechselte er an die Universität Jena. Hier setzte er seine Ausbildung bei Johannes Musaeus, Friedemann Bechmann, Johann Wilhelm Baier und Caspar Sagittarius fort. Schließlich zog er 1679 an die Universität Helmstedt, wo Hermann Conring und Gerhard Titius (1620–1681) seine weitere Ausbildung prägten. Nach Stippvisiten an der Universität Leipzig bei Johann Adam Scherzer sowie an der Universität Altdorf bei Johann Christoph Wagenseil und Johann Christoph Sturm kehrte er 1680 nach Straßburg zurück.
Hier sollte er sich auf herzoglichen Befehl hin im Predigen üben und hätte 1681 eine Stelle als Prediger am Straßburger Münster bekommen sollen. Jedoch durch die französische Reunionspolitik Ludwigs XIV. gelangte die kirchliche Einrichtung in katholische Hände. 1681 berief ihn der Markgraf von Baden-Durlach als Hofdiakon nach Durlach. Am 7. Oktober 1682 immatrikulierte er sich an der Universität Gießen, wo er unter Kilian Rudrauff (1627–1690) am 30. November 1682 die Arbeit Ostensio summaria analogia fidei verteidigte und damit das Lizenziat der Theologie erwarb. 1683 wurde er Gymnasialprofessor der Theologie am Gymnasium Illustre in Durlach und promovierte 1686 in Gießen zum Doktor der Theologie. Da ihm 1688 beim Einfall der Franzosen in Durlach sein Besitz verbrannte, wechselte er 1688 auf die Stelle des Superintendenten nach Lahr/Schwarzwald, wo er zugleich die Stelle eines Hofpredigers und Kirchenrats versah.
1695 wurde er zum Professor der Theologie an die Universität Tübingen berufen. Nachdem er sich hier am 6. Februar 1696 immatrikuliert hatte, übernahm er die Aufgabe und erhielt die Superintendentur der Alumnen des Stifts Tübingen. Dort begegnete man dem Gießener promovierten Förtsch nicht unkritisch. Dennoch konnte er sich durchaus in Tübingen etablieren. So beteiligte er sich auch an den organisatorischen Aufgaben der Hochschule und war in den Sommersemestern 1699, 1704 Rektor der Alma Mater. Da er in seiner Professur als erster Anrecht auf das Tübinger Kanzleramt gehabt hatte und bei der Besetzung übergangen worden war, entschädigte man ihm 1703 mit der Prälatur des Klosters Lorch. Sich neuen Herausforderungen stellend, nahm er 1705 eine Berufung als Generalsuperintendent und Professor der Theologie an die Universität Jena an. Hier konnte er sich im Umfeld lutherisch orthodoxer Glaubenstradition, weiteren Aufgaben widmen. Auch an der Jenaer Hochschule beteiligte er sich an den organisatorischen Aufgaben. So war er mehrfach Dekan der theologischen Fakultät und in den Wintersemestern 1706, 1710, 1716 sowie 1720 Rektor der Salana.
Förtsch war drei Mal verheiratet. Seine erste Ehe schloss er mit Sophie Barbara Laiblin, der Tochter des baden-durlachischen Kammerrates Georg Laiblin. Nach ihrem Tod ging er 1696 mit Klara Hedwig Hilger († 26. Juli 1715 in Jena) eine zweite Ehe ein.  Eine dritte Ehe schloss er 1716 in Jena mit Maria Christina Slevogt, die Tochter des Jenaer Medizinprofessors Johann Adrian Slevogt. Aus erster Ehe stammen drei Söhne, die jung verstarben. Seine Tochter Augusta Katharina Förtsch (* 30. Dezember 1683 in Durlach; † 16. Mai 1725 in Heilbronn) verheiratete sich am 10. Oktober 1702 mit dem Pfarrer Johann Philipp Storr. Eine Stieftochter, heiratete den Theologen Johann Reinhard Rus.

## Werke (Auswahl)
- Das in Gott stille Christenthum mit seinem Intresse, contra Quietistas. Frankfurt 1696
- Ambrosii Fpiscopi Mediol. de officiis Libri III. Stuttgart 1698
- Dissertationum theologicarum Decas. Tübingen 1704
- Selectorum Theologicorum. P. I. II. & III. Jena
- Breviarium controversiarum praecipuarum ac modernarum. Jena 1706
- Manductio ad theologiam comparativam. Jena 1713
- Kurtzer Bericht vom innerlichen Beruf zum Lehr- und Predigt-Amt. Jena 1715
- Alter und Herrlichkeit des Christenthums. Jena 1715
- Kurtzes und aufrichtiges Bedencken über die zu Tübingen vorgeschlagene Vereinigung der Protestanten. Jena 1722